# 과선교

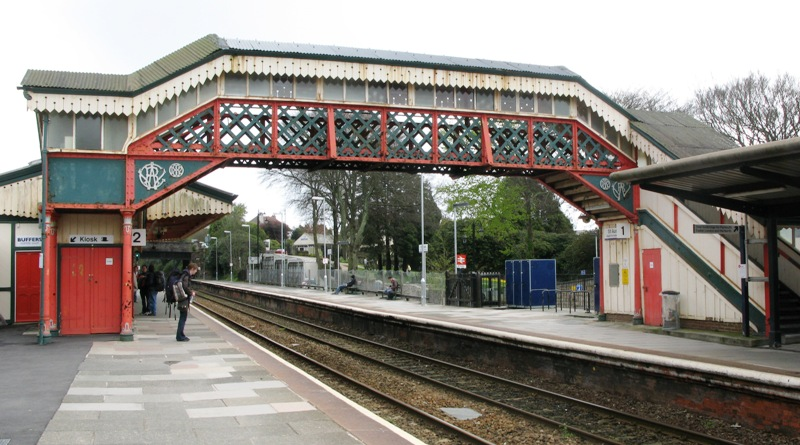

과선교는 철도의 위를 지나는 다리이다. 가로다리라고도 한다. 도로나 인도와 철도가 평면 교차하는 철도건널목이나 가좌역처럼 역 구내에서 직접 횡단하는 경우 충돌 사고가 발생할 우려가 있기 때문에 설치한다. 역에 설치되기도 하고, 도로에 설치하기도 한다. 또는 철도의 입체 교차에서 철도-철도간의 과선교가 설치되기도 한다.

## 같이 보기
- 교상역